# 22 (Sarah McTernan-sang)
"22" er en sang af den irske sanger Sarah McTernan. Den repræsenterede Irland i Eurovision Song Contest 2019 i Tel Aviv, Israel, hvor den røg ud i semifinalen.